# Song.pl
Song.pl – czwarty album studyjny Roberta Janowskiego, wydany w 2009 roku przez Wydawnictwo Bauer w formie książeczki + CD. Składa się z przebojów okresu międzywojennego takich artystów jak: Aleksander Żabczyński, Eugeniusz Bodo czy Hanka Ordonówna. Dystrybucją płyty zajął się m.in. magazyn Twój Styl. Na pierwszego singla wybrano piosenkę z filmu Zapomniana melodia – „Już nie zapomnisz mnie”.
3 marca 2010 album uzyskał status platynowej płyty.

## Lista utworów
1. „Bo to się zwykle tak zaczyna”
2. „Kiedy będziesz zakochany”
3. „Deszcz (Bo tak się trudno rozstać)”
4. „Już nie zapomnisz mnie”
5. „Odrobinę szczęścia w miłości”
6. „Całuję twoją dłoń, madame”
7. „Nie ma wyjścia, panowie”
8. „Tyle miłości”
9. „Nie kochać w taką noc to grzech”
10. „Miłość swe humory ma”
11. „Powróćmy jak za dawnych lat”
12. „Na pierwszy znak”

## Twórcy
- Robert Janowski – śpiew
- Piotr „Ziarek” Ziarkiewicz – trąbka
- Marcin Ołówek – trąbka
- Andrzej Rękas – puzon
- Mariusz „Fazi” Mielczarek – saksofon altowy
- Paweł Gusnar – saksofon tenorowy i barytonowy
- Polska Orkiestra Radiowa
- Tadeusz Mieczkowski – realizator nagrań
- Tomasz Filipczak – producent muzyczny
- Małgorzata Liedke – producent wykonawczy

## Miejsce nagrań
- Studio S-2 i Studio S-4 w Warszawie – nagrywanie
- Preisner Studio w Niepołomicach – miks
- Sound and More w Warszawie – mastering

## Opinie na temat albumu
- Robert Janowski: „Piosenki miłosne powstałe w tym czasie, chociaż może ckliwe i naiwne do dziś cieszą się wielką sympatią, są śpiewane, przypominane i …wciąż pamiętane. Moim marzeniem było nagranie płyty właśnie z tymi piosenkami wraz z towarzyszeniem orkiestry i odpowiednią, nowoczesną aranżacją”[2].